# Output Text Format
OTF (Output Text Format) ist ein SAP-internes Dokumentenausgabeformat, das aus  geräteunabhängigen Befehlen besteht. Für den eigentlichen Druck oder die Ausgabe auf dem Bildschirm  (Druckvorschau) muss es mit einem für das Ausgabegerät geeigneten Gerätetyp aufbereitet werden. 
Für die Konvertierung nach PDF steht ein SAP-Funktionsbaustein zur Verfügung.
Die Definition des Dokumentenlayout erfolgt mit SAPscript oder SAP Smart Forms.